# Dischidesia nigricans
Dischidesia nigricans là một loài bướm đêm trong họ Geometridae.